# Sexbranschen
| Sexbranschen (Sexindustrin) |
| --- |
| Red light district-syftning i den brittiska satirtidningen Judge (1901). - Betydelse – företagande med sexuellt relaterade tjänster eller varor (sexarbete) - Syfte – underhållning, upphetsning, upplysning - Exempel – pornografi, prostitution, sexklubb, sexleksaker |

Sexbranschen eller sexindustrin är summan av kommersiella verksamheter som producerar tjänster eller varor med direkt koppling till människans sexualitet (ibland benämnt som sexarbete). Detta inkluderar verksamheter som prostitution och sexklubbar, liksom virtuell prostitution som telefonsexförsäljning och webbkameramodellande och diverse medieuttryck av typen pornografi. I det sistnämnda ingår produktion och försäljning av sexuellt fokuserade herrtidningar, porrtidningar och pornografisk film.
Även försäljning av sexleksaker, produktion av sexuella fetischer och BDSM-verktyg kan räknas in i branschen. Preventivmedelstillverkning och yrkesmässig sexualupplysning ses ofta separat, eftersom de inte har inte direkt samband med sexuell njutning.

## Verksamheter och ord
Erotica kan spridas på olika sätt, och det finns TV-kanaler med erotiska uttryck som huvudsakligt tema. En övergångszon är erotisk konst och sexualupplysning, åtminstone i den mån den tillhandahåller försörjning för de inblandade. Annars är det gemensamma temat att branschen riktar in sig på tjänster och varor som ger underhållning med sexuellt fokus och att den konkret syftar till sexuell tillfredsställelse.
Sexbranschen är en mångskiftande grupp av verksamheter. Liksom sexualiteten betyder olika saker för olika människor finns både inslag som ofta anses positiva och inslag som ofta anses problematiska. I många länder är företeelser som prostitution och pornografi reglerade eller förbjudna i lag. I dessa länder kan produktion av sexuella tjänster eller relaterade varor utgöra en lukrativ verksamhet för den organiserade brottsligheten. Brottsliga beteenden och ojämlika arbetsvillkor är vanliga i och kring bland annat prostitution, där framför allt kvinnor är sexarbetare, män kan arbeta som hallickar och prostitution ofta ses som ett utnyttjande av fattigdom och utsatthet. 2012 beräknades globalt drygt 40 miljoner människor arbeta som prostituerade, och 80 procent av dem var kvinnor. Sexarbetare som arbetar med eskortservice anses ha större inflytande över sin arbetsmiljö.
Begreppet sexarbete har lanserats som en mindre stigmatiserad benämning för prostitution och andra sexuellt relaterade aktiviteter. Från åtminstone delar av kvinnorörelsen ses dock begreppet som en försköning av prostitutionen och en omotiverad normalisering av en bransch där människohandel och drogmissbruk är ofta diskuterade problem. Kvinnojoursorganisationen Unizon vill hellre se ord som sexindustri, sexhandel och sexköp. Även ord som sexsäljare används ibland, som alternativ till sexarbetare.

## Sektorer och historik
Det finns ofta kopplingar mellan olika former av sexarbete, och personer som ägnat sig åt deltagande i produktion av pornografi kan också ha erfarenhet av fysisk prostitution eller striptease. Webbkameramodellande av typen Onlyfans är en vanlig sidosyssla för många olika typer av (sex)arbetare, inklusive folk som arbetar inom pornografi.

### Fysiskt intimt sexarbete och klubbar
| Kvinnlig prostituerad i Tyskland. Porrklubb i Montréal. |  | Kvinnlig prostituerad i Tyskland. Porrklubb i Montréal. |
| Kvinnlig prostituerad i Tyskland. Porrklubb i Montréal. |  |                                                         |

Historiskt har prostitution varit den mest välbekanta delen av sexbranschen, och i traditionella västerländska samhällen med patriarkala värderingar har gatuprostitution och bordeller varit vanliga i åtminstone större städer. Ibland centreras denna verksamhet kring särskilda prostitutionstråk, som De Wallen i Amsterdam, Reeperbahn i Hamburg eller Rosenlund och Malmskillnadsgatan i Göteborg respektive Stockholm. Andra Långgatan har varit centrum för Göteborgs erotiska butiker och porrklubbar, och att delar av verksamheten fortfarande finns kvar anses ibland ha sinkat gentrifieringen av gatan.
I samband med Vietnamkriget växte sexbranschen i Bangkok och Pattaya med sexklubbar, bordeller och omfattande gatuprostitution. Ibland nämns Gambia som en turistdestination där europeiska kvinnor köper sexuella tjänster.
Även andra typer av klubbar har koppling till sexbranschen. Utvecklingen av BDSM- och swinger-rörelserna har lett till behov av samlingsställen för människor att kunna utöva ativiteter tillsammans med andra.
Som en nisch inom det fysiskt intima sexarbetet finns sexsamariter och surrogatpartner, där det förstnämnda handlar om försäljning av sexuella tjänster specifikt mot funktionshindrade. Det sistnämnda är dock en funktion som mer handlar om att hjälp en klient – funktionshindrad eller ej – hantera sin egen sexualitet. Där tjänsten finns tillgänglig kan den införskaffas via remittering från en psykoterapeut.

### Film och virtuella tjänster
| San Fernando Valley, centrum för porrbranschen i USA. Webbkameramodell förbereder sig inför en sändning. |  | San Fernando Valley, centrum för porrbranschen i USA. Webbkameramodell förbereder sig inför en sändning. |
| San Fernando Valley, centrum för porrbranschen i USA. Webbkameramodell förbereder sig inför en sändning. |  | |

I USA har en stor del av produktionen av pornografisk film förlagts till San Fernando Valley, en sorts motsvarighet till den allmänna filmbranschens "Hollywood". Även Las Vegas, med sin koppling till spelbranschen, och San Francisco, med sin höga HBTQ-profil, relateras ofta till delar av USA:s sexindustri. I delar av Nevada är prostitutionen legaliserad.
Från 1980-talet blev telefonsex mer allmänt förekommande i många industrialiserade länder. I Internetåldern har den till stor del kommit att ersättas av webbkameramodellande, bland annat via Onlyfans och andra webbportaler som samlar olika entreprenörer inom den nischen. Både telefonsex och webbkameramodellande kan omges av olika arbetsvillkor, med eller utan arbetsrelaterade problem.

### Butiker och leksaker

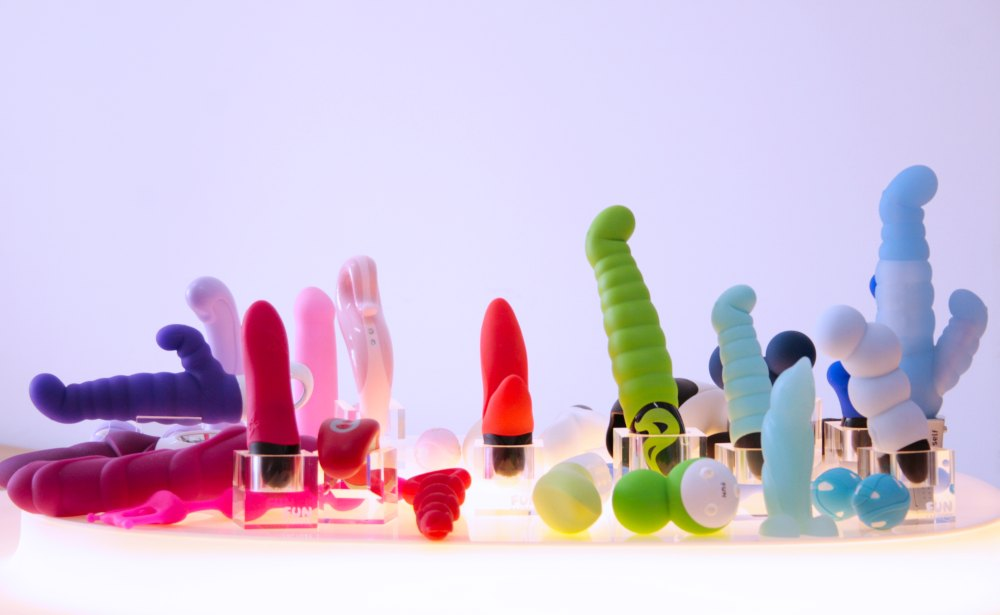
Försäljning av sexleksaker har expanderat, och "porrbutiker" har i en värld av internetpornografi omvandlats till en annan typ av sexbutik.

Inriktningen hos sexbutiker – tidigare mest kända som porrbutiker – har under årens lopp till stor del ändrat karaktär, inte minst sedan millennieskiftet. Tidigare var försäljning av pornografiska tidningar och filmer i form av videokassetter eller DVD-boxar en stor del av omsättningen. Numera har Internet i många länder tagit över den största delen av den distributionen av erotica, vilket liknar minskningen i betydelse av försäljningen av tidningar, VHS och DVD i andra underhållningsgenrer.
Istället har försäljningen av sexleksaker expanderat, delvis hjälpt av senare års ökade uppmärksamhet kring kvinnlig sexualitet och tekniska innovationer som Womanizer och Satisfyer (luft- och ljudtrycksvibratorer). Internationellt växte tillverkning och försäljning av sexleksaker fram till 2016 till en årlig omsättning på cirka 15 miljarder amerikanska dollar. Den siffran har beräknats växa till över 50 miljarder amerikanska dollar fram till 2026.

### Massage, preventivmedel och upplysning
Bland de mer perifera delarna av sexbranschen finns personer som sysslar med sexrelaterad själslig eller kroppslig terapi, eller olika sorters utbildning. Massageinstitut är på grund av branschbestämmelser förbjudna att tillhandahållna uppenbart sexuella tjänster, men engelskans begrepp "happy ending" syftar på tillfällen där detta ändå skett. Yoni- och lingammassage är två typer av tantramassage, och massagens sexuella kopplingar har debatterats i ljuset av Sveriges sexköpslag.
Ett antal olika yrken sysslar med information och upplysning relaterat till sex och sexualitet. Förutom lärare, som kan undervisa i ämnet från gång till annan, finns även sexologer, sexualupplysare och poddmakare som specialiserat sig på innehåll kring sexualitet, liksom även tillverkare av preventivmedel. I Sverige ägnar sig RFSU både åt upplysning och preventivmedelstillverkning. Pornografi och andra delar av sexbranschen har på senare år tilldragit sig stort intresse från forskare inom kulturella eller medicinska discipliner, och den ökade spridningen av internetpornografi, webbkameramodellande och "sexualiseringen" av samhället har lett till många studier omkring hälsa, arbetsvillkor, innehåll och påverkan på relationer. Se även forskning om pornografi.

### Sexualiserade tjänster

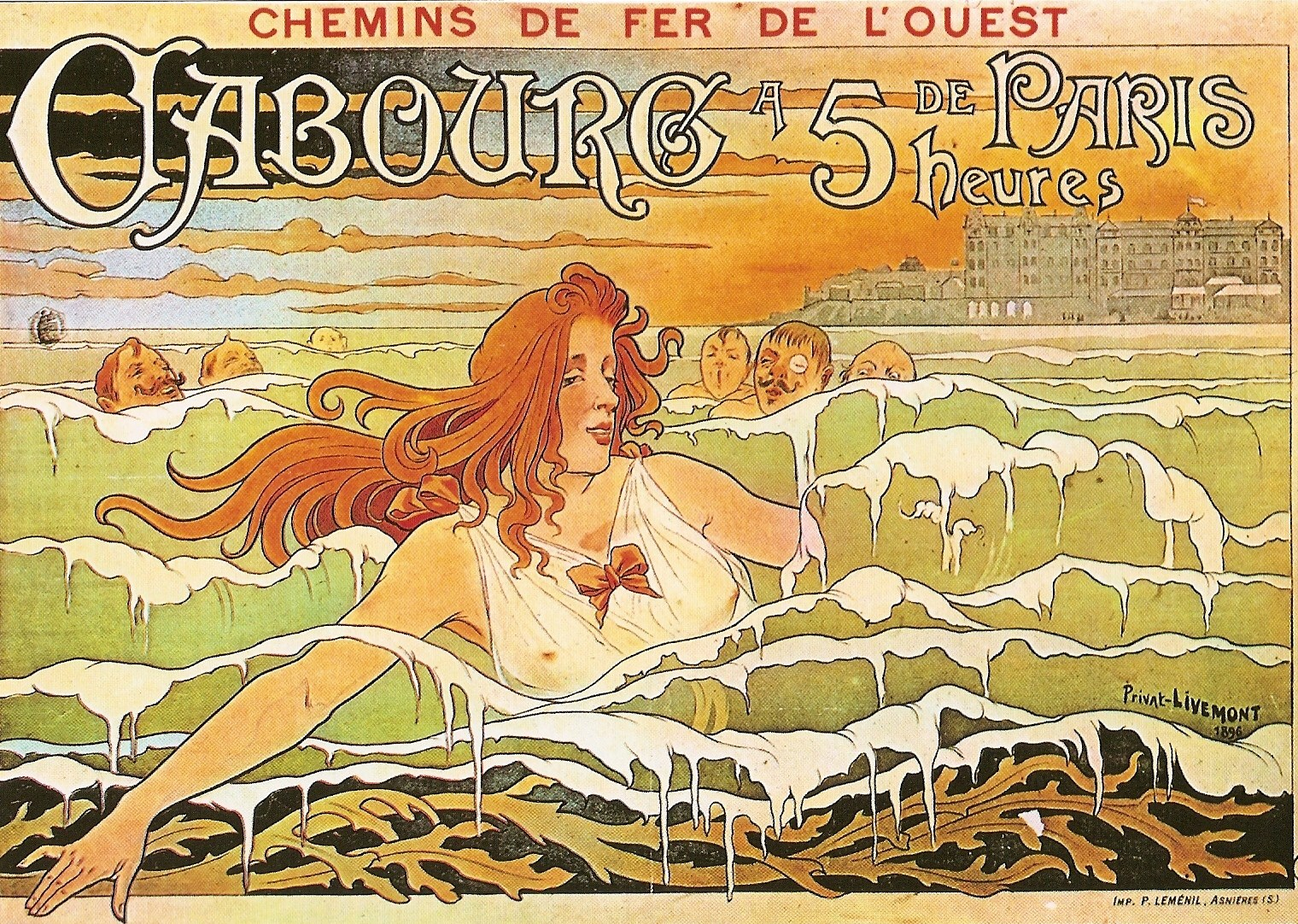
Sexualisering inkluderar fokus på det kroppsliga för att sälja tjänster och produkter. Här reklamaffisch från 1896, för tågresor med franska Compagnie des chemins de fer de l'Ouest.

I många länder har andra delar av underhållnings- eller tjänstesektorn fått tydligt sexualiserade inslag. Detta gäller exempelvis matinrättningar eller kommersiella samlingslokaler där personalen kan vara klädd på ett sexualiserat sätt eller även utföra tjänster med sexuellt innehåll. I USA finns snabbmatskedjan Hooters, där serveringspersonalen består av unga och lättklädda kvinnor som valts ut för sitt utseende.
I Japan finns host- och hostess-klubbar, med "värdar" respektive "värdinnor" som håller kunden sällskap. Inga fysiska tjänster tillhandahålls dock av den här personalen. I Japan finns även maid cafés, snabbmatsställen där den kvinnliga personalen är klädd som tjänstefolk. Sexualisering har även påverkat eller varit del av kläder eller underhållning på nattklubbar, varietéer (se gogodans och cancan), hotell och inom flygvärdinneyrket.

## Storlek
Sexbranschen är en av de branscher som är svårast att få en överblick över. Det handlar delvis om problemet att avgränsa branschen, beroende på vilken typ av verksamhet som borde ingå. Fysisk prostitution, produktion av pornografi och striptease räknas oftast in, genom dessas direkta kopplingar till varufiering av sexuell intimitet, nakenhet och/eller dito upphetsning. Men burlesk, utmanande dans, produktion av sexleksaker, arbete i butik mer eller mindre kopplad till sexbranschen, författande av erotisk romance eller annan erotica utan tydligt pornografisk koppling, produktion av erotisk konst eller ASMR, liksom datorprogrammering med vissa kopplingar till sexbranschen är alla i gränslandet till andra branscher. Dessutom arbetar många inom branschen som frilansare, på deltid och i många länder illegala delar av branschen. Att utnyttja sitt sexuella kapital till att tjäna pengar kan göras med små medel och vid sidan av annan sysselsättning.
Antalet sexarbetare i USA har angetts till cirka 1 miljon, i Storbritannien till cirka 70 000 personer. En annan siffra angående USA angav 2019 minst 1–2 miljoner sexarbetare som säljer fysiska sexuella tjänster, det som ofta beskrivs som prostitution. 2012 gjordes en uppskattning att dessa sexarbetare globalt var cirka 42 miljoner till antalet, ett decennium senare att antalet var cirka 52 miljoner (varav ungefär 80 procent kvinnor). 2015 uppskattade Havocscope (undersökningsföretag fokuserat på den informella ekonomin) att det då fanns knappt 14 miljoner sexarbetare globalt. Uppskattningar från UNAIDS och andra har framkastat siffror på antalet prostituerade i olika länder från cirka 0,01 procent till minst 3 procent av den totala befolkningen.

### Per land

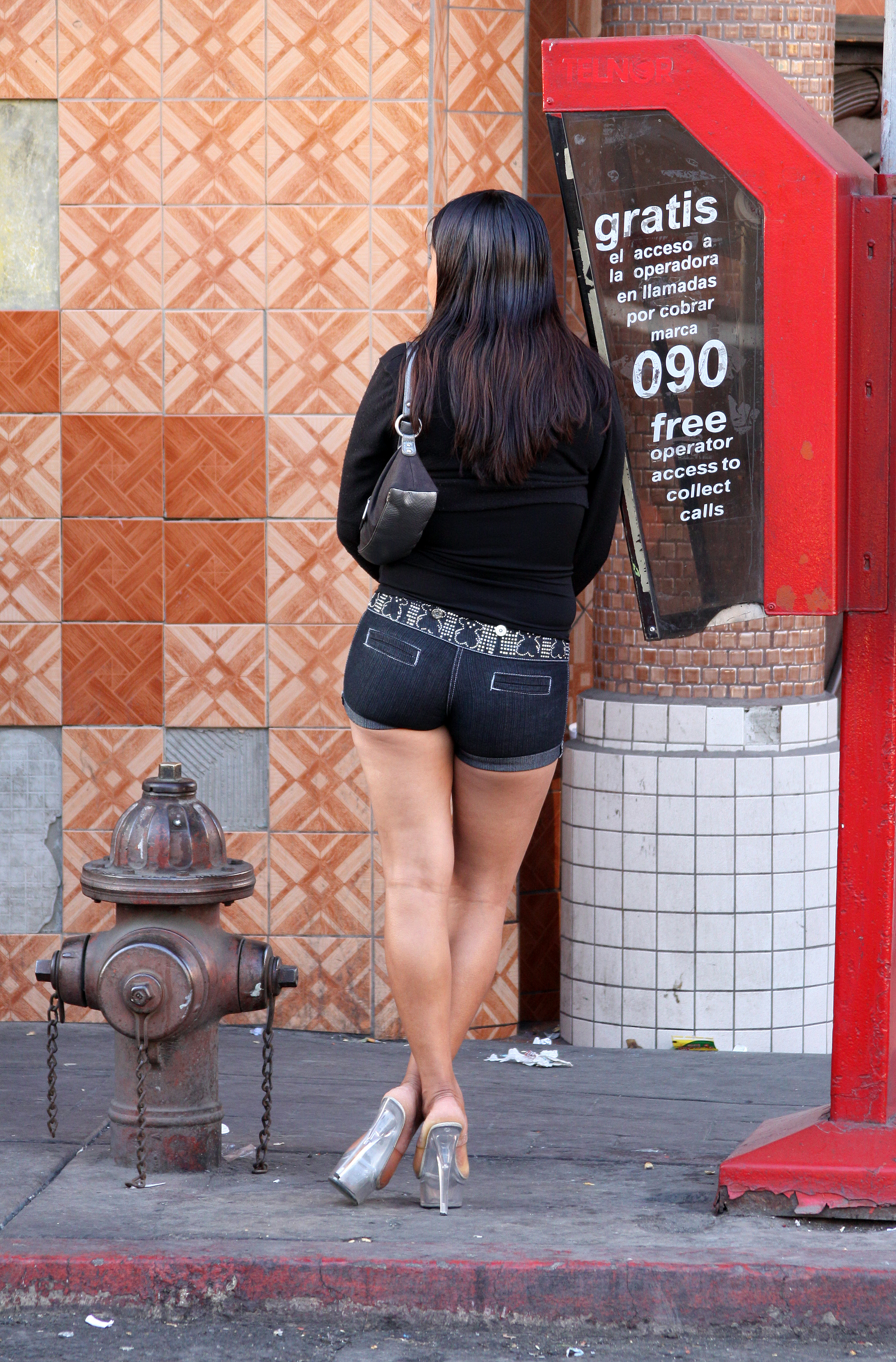
Prostituerad i Tijuana i Mexiko.

Uppskattningar från 2023 av IUSW (International Union of Sex Workers) följande lista på antalet sexarbetare per land, inklusive webkameramodeller, telefonsexarbetare och personer aktiva med striptease:
- Kina: 5 miljoner
- Indien: 3 miljoner
- USA: 1 miljon
- Filippinerna: 800 000
- Mexiko: 500 000
- Tyskland: 400 000
- Brasilien: 250 000
- Thailand: 250 000
- Bangladesh: 200 000
- Sydkorea: 147 000
- Turkiet: 118 000
- Taiwan: 100 000
- Kambodja: 70 000
- Ukraina: 67 500
- Storbritannien: 58 000
- Kenya: 50 000
- Vietnam: 33 000
- Sydafrika: 30 000
- Förenade arabemiraten: 30 000
- Frankrike: 20 000

## Reglering och laglighet

### Dålig reglering
Stora delar av sexbranschen är i många länder helt eller delvis oreglerade, på grund av moralsystem och tabun kring att sälja sexuella tjänster. Handel med samlag eller motsvarande ("prostitution") är ofta förbjuden, liksom saluförande av pornografiskt material. Orsakerna till den begränsande lagstiftningen sägs ofta vara ett traditionell syn på offentligt sex som omoral och tabu. Inom stora delar av feminismen anses att sexarbete per definition gör sexsäljaren – oftast en kvinna – utsatt för marknadskrav och kapitalismens negativa effekter. Många problem inom sexbranschen har dock andra orsaker än "mäns makt över kvinnor".
Därutöver anses i regel minderåriga vara olämpliga konsumenter av sexuellt material på grund av sina ofta bristfälliga kunskaper i sexualitetens olika perspektiv; i många länder är tillgång till exempelvis pornografi förbjuden för minderåriga med mer eller mindre effektiv tekniska hinder för att förhindra åtkomst av internetpornografi. Detta problem försvåras ofta av bristande sexualundervisning och tabu eller ovana att prata om sexuella ämnen inom familjen.

### Asymmetrisk lagstiftning

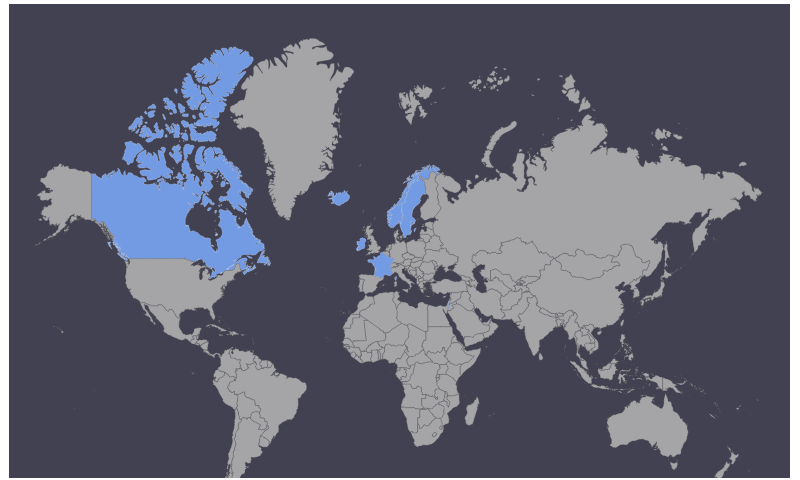
Länder som infört den svenska modellen kring prostitution, ett försök att genom assymetrisk kriminalisering minska prostitution och problemen relaterade till den.

Den bristande regleringen gör stora delar av sexbranschen till en mer eller mindre otrygg näringsgren, med entreprenörer som kan utnyttja den bristande insynen i branschen till att kringgå normala arbetsvillkor. Inom fysisk prostitution kan kunderna utnyttja verksamhetens dolda karaktär, med risker för övergrepp mot sexarbetaren. I länder som anammat den svenska modellen kring prostitution har man försökt stärka sexarbetarens makt i samband med arbetet/transaktionen, genom att kriminalisera sexköpet men inte sexförsäljningen.
Denna asymmetriska lagstiftning har dock fått kritik för att negligera en sexarbetares behov av normaliserad arbetsmiljö. Problem med otrygga arbetsvillkor inom branschen försvåras av att skyddsåtgärder i arbetet i många länder jämställs med koppleri och utnyttjande, även när åtgärderna är i sexarbetarens eget intresse. Ett land som USA har kriminaliserat prostitution men tillåter många andra delar av sexbranschen, dock med begränsningar som ofta anses göra arbetet inom branschen svårare och mer otryggt.

### Globaliserad ekonomi
Lagarna runt sexarbete kan se ut olika i olika länder, men i en globaliserad ekonomi sätter regler kring stora betalningsförmedlare ofta gränserna för vad som är möjligt att arbeta med, publicera eller ta betalt för. De överlägset största internationella betalningsförmedlarna Visa och Mastercard beskrivs ofta som ett duopol, och de kontrollerar i början av 2020-talet 90 procent av betalningsförmedlandet utanför Kina. För nätbutiker är det praktiskt med ett par dominerande betalningslösningar som nästan alla kunder har tillgång till, i tron att två ger fler valmöjligheter än en. Båda företagen är baserade i USA, och båda två lyder under USA:s lagar som exempelvis har förbud mot prostitution men tillåter pornografi och liknande sexuella uttryck som inte är obscena. Företag som via duopolets makt behöver förhålla sig till USA:s regler kring obscenitet inkluderar brittiska Onlyfans och kanadensiska Manyvids. Politiska påtryckningsgrupper i USA ser ofta människohandel och prostitution som ett och samma.
Betalningsförmedlarna har också på senare år blivit alltmer medvetna om risken att de ska ses som medhjälpare till brott av typen människohandel och barnpornografi. Visa och Mastercard har sedan 2020 stoppat betalningar till Pornhub, en plattform som uppmärksammats för sina problem att tillräckligt snabbt rensa plattformen från olagligt material. Mängden motsvarande olagligheter är dock mångfalt större på stora sociala medier-plattformar som Facebook och Instagram; dessa har strikta regler mot all typ av nakenhet, något som i praktiken likställs med obscent material.

### Kriminalitet

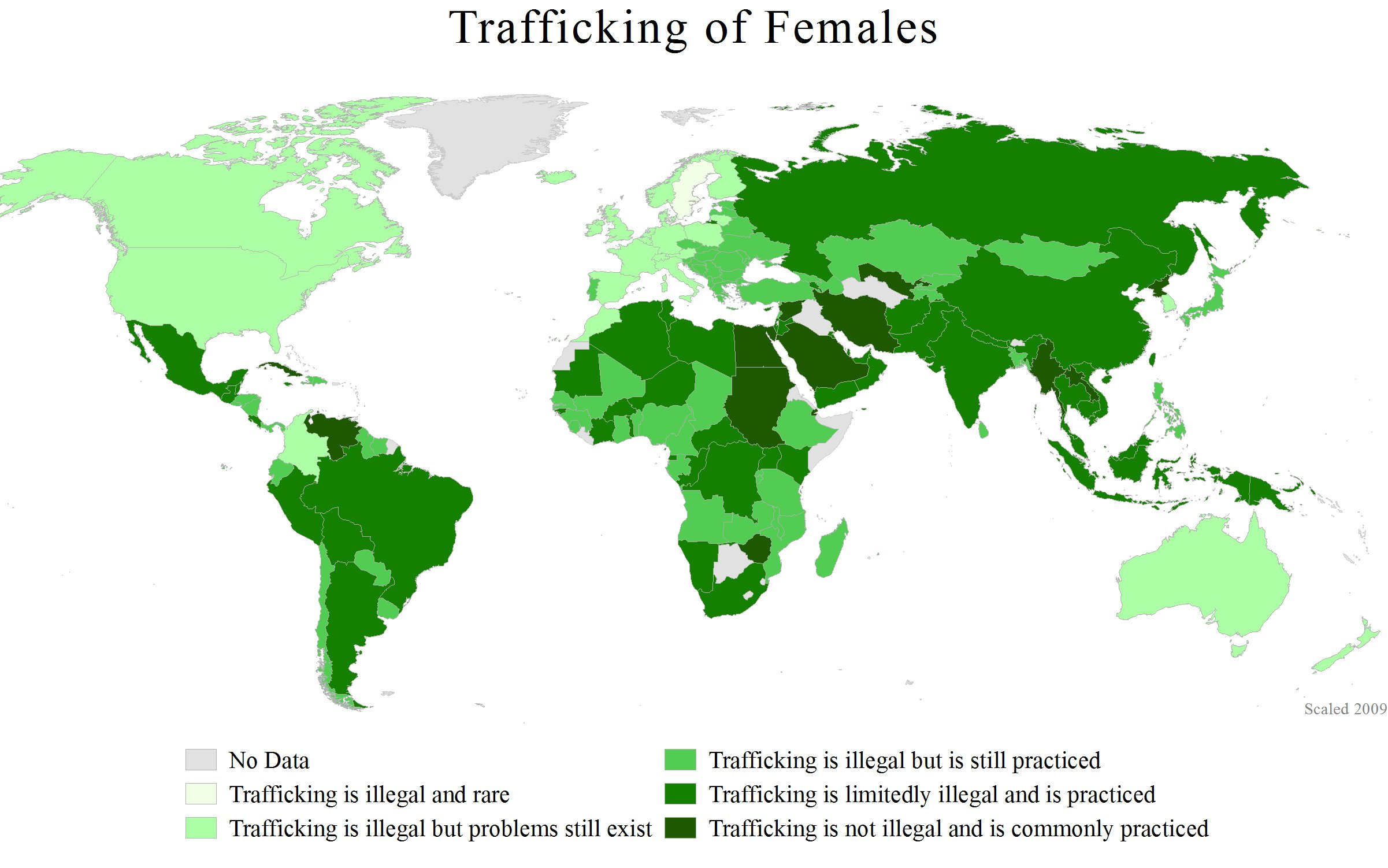
Världskarta med nivåer på människohandel av kvinnor, ofta för tvångsprostitution.

Sexbranschen anses ofta vara behäftad med en hög grad av olika slags brottslighet. Delar av branschen – ofta prostitutition och dess sidotjänster – är i många länder kriminaliserad, vilket gör att branschen växer inom den informella sektorn av ekonomin med dålig insyn och stor risk för övergrepp. Resultatet av legalisering eller avkriminalisering av sexarbete har undersökts i minst åtta studier, med blandade resultat. Exempel på noterade resultat är en ökning av våldsbrott efter legalisering i höginkomstländer men en minskning av densamma i låginkomstländer. Två av studierna noterade en minskning i sexualbrott men ingen förändring av andra typer av allvarliga brott (exempel: mord, drogmissbruk eller rån).
Olika undersökningar har gjorts kring förekomsten av tvång inom säljandet av sexuella tjänster. I en undersökning bland 200 afroamerikanska gatuprostituerade i Chicago 2008–2011 noterades att de flesta blivit tvingade till sex en eller flera gånger. Andra undersökningar har noterat olika typer av tvång, inom olika sektorer av branschen. Personer inom eller forskare runt branschen har belyst hur sexarbete ofta befinner sig på en gråskala mellan Val, Omständighet och Tvång. Organ som Europarådets kommissionär för mänskliga rättigheter och Amnesty International har belyst vikten av att skydda sexarbetares mänskliga rättigheter, utan att tvinga dem att lämna branschen.
I Storbritannien anses ökningen av människohandel för sexuella ändamål också expandera marknaden för prostitution. En statlig rapport nämner kopplingar till olika sorters organisad brottslighet med exempel som immigrationsbrott, våld, kokainmissbruk och penningtvätt.
Legalisering eller avkriminalisering av prostitution anses ofta leda till en ökad storlek på sexbranschen, vilket i sin tur anses leda till en större efterfrågan på sexuella tjänster. Och detta anses i sin tur öka problemet med människohandel. Införandet av den svenska modellen kring prostitution fokuserade just på att minska efterfrågan för att bland annat minska problemet med människohandel. I en delvis kriminaliserad miljö är det svårare att sälja sexuella tjänster, och exempelvis har Sverige en mindre mängd sexsäljare än grannlandet Danmark. Danmark rapporterade mellan 2007 och 2020 sammanlagt 717 offer för människohandel för sexuella ändamål. Mellan 1999 och 2023 rapporterade svenska myndigheter totalt 10 500 fall av människohandel för sexuella ändamål, och 2023 noterades 182 personer. 2024 noterade Jämställdhetsmyndigheten att tvångsarbete utanför sexbranschen i Sverige numera är vanligare än människohandel för sexuella ändamål.